# Rossana Ghessa
Rossana Ghessa (Carbonia, 24 de janeiro de 1943) é uma atriz ítalo-brasileira. Ao longo de sua carreira, atuou em mais de 40 filmes.

## Biografia
Nascida na Itália, Rossana fez sua carreira no cinema brasileiro. Chegou ao Brasil com apenas sete anos e no país construiu uma extensa carreira no cinema, inicialmente como atriz e a partir da década de 1980 também como produtora.
Rossana começou sua carreira como garota-propaganda, fez várias fotonovelas e durante um ano foi modelo profissional da agência McCan Ericsson logo após ter ganho o concurso de Miss Objetiva. Estreou no cinema em 1966 com o filme Paraíba, Vida e Morte de um Bandido. Com uma carreira que inclui mais de quarenta filmes, foi uma das musas das pornochanchadas nacionais na década de 1970.
Nas década de 1970, Rossana fez um filme atrás do outro em produções nacionais e em coproduções e também participou de peças de teatro como A Úlcera de Ouro e Cinderela do Petróleo, além de ter estrelado shows produzidos por Carlos Machado.
Trabalhou com os mais importantes diretores de cinema e seus maiores sucessos foram  Bebel, Garota Propaganda, Ana Terra, Lua de Mel e Amendoim, Lucíola, o Anjo Pecador e Memórias de um Gigolô.
Atualmente, é produtora de cinema e dona da Verona Filmes, em sociedade com seu marido, o cineasta Durval Gomes Garcia, que a dirigiu em Ana Terra.

## Filmografia
| Ano  | Título                                       | Personagem       | Ref.   |
| ---- | -------------------------------------------- | ---------------- | ------ |
| 1966 | Paraíba, Vida e Morte de um Bandido          | Angelina         | [ 5 ]  |
| 1966 | 007 e Meia no Carnaval                       | —                | [ 6 ]  |
| 1967 | Carnaval Barra Limpa                         | —                | [ 7 ]  |
| 1968 | Bebel, Garota Propaganda                     | Bebel            | [ 8 ]  |
| 1968 | Enfim Sós... com o Outro                     | Anabela          | [ 9 ]  |
| 1968 | Jogo Perigoso                                | —                | [ 10 ] |
| 1969 | Quelé do Pajeú                               | Maria do Carmo   | [ 11 ] |
| 1970 | Verão de Fogo                                | Anna             | [ 12 ] |
| 1970 | O Palácio dos Anjos                          | Mariazinha       | [ 13 ] |
| 1970 | Memórias de um Gigolô                        | Guadalupe        | [ 14 ] |
| 1971 | Lua de Mel e Amendoim                        | Márcia           | [ 15 ] |
| 1971 | Ed, o Agente Positivo                        | Tentação         | [ 16 ] |
| 1972 | Ana Terra                                    | Ana              | [ 17 ] |
| 1972 | Um Marido sem... É como um Jardim sem Flores | Adriana Cerlini  | [ 18 ] |
| 1973 | Obsessão                                     | Moça             | [ 19 ] |
| 1974 | Pureza Proibida                              | Irmã Lúcia       | [ 20 ] |
| 1974 | A Noiva da Noite                             | Lúcia            | [ 21 ] |
| 1974 | O Filho do Chefão                            | Natália          | [ 22 ] |
| 1975 | As Secretárias Que Fazem de Tudo             | Luana            |        |
| 1975 | Quando as Mulheres Querem Provas             | Marta            | [ 23 ] |
| 1975 | Lucíola, o Anjo Pecador                      | Lucíola          | [ 24 ] |
| 1975 | Amantes, Amanhã se Houver Sol                | Sabrina          | [ 25 ] |
| 1976 | O Vampiro de Copacabana                      | Carmem           | [ 26 ] |
| 1976 | Tem Alguém na Minha Cama                     | Irene            | [ 27 ] |
| 1977 | Snuff, Vítimas do Prazer                     | Lia de Souza     | [ 28 ] |
| 1977 | O Pequeno Polegar contra o Dragão Vermelho   | —                | [ 29 ] |
| 1979 | A Pantera Nua                                | Norma            | [ 30 ] |
| 1979 | As Borboletas Também Amam                    | Virgínia         | [ 31 ] |
| 1979 | Violência e Sedução                          | —                | [ 32 ] |
| 1980 | Bordel - Noites Proibidas                    | Margot           | [ 33 ] |
| 1980 | O Convite ao Prazer                          | —                | [ 34 ] |
| 1980 | A Virgem e o Bem-Dotado                      | Malu             | [ 35 ] |
| 1981 | O Inseto do Amor                             | Esposa de Miguel | [ 36 ] |
| 1981 | Me Deixa de Quatro                           | Sofia            | [ 37 ] |
| 1981 | As Intimidades de Duas Mulheres              | —                | [ 38 ] |
| 1982 | Fantasias Sexuais                            | Mulher Abelha    | [ 39 ] |
| 1982 | Mulheres Liberadas                           | Elisa            | [ 40 ] |
| 1982 | Como Matar Uma Sogra                         | —                | [ 41 ] |
| 1983 | Momentos de Prazer e Agonia                  | Marília          | [ 42 ] |
| 1983 | Estranhas Relações                           | Bette            | [ 43 ] |
| 1985 | Fêmeas em Fuga                               | Denise           | [ 44 ] |
| 1988 | Cio dos Amantes                              | —                | [ 45 ] |
| 1998 | Adágio ao Sol                                | Angélica         | [ 46 ] |
| 2008 | Aporias Conjuminadas                         | Passageira       |        |
| 2016 | Só pelo Amor Vale a Vida                     | Durvalina        | [ 47 ] |

## ligações externas
- Rossana Ghessa. no IMDb.